# Frank Ticheli
Frank Ticheli (Monroe, Louisiana, 21 de gener de 1958) és un compositor estatunidenc d'obres orquestrals, corals, de cambra i de banda. Viu a Los Angeles, Califòrnia, on és professor de composició a la Universitat de Califòrnia del Sud. Va ser el compositor resident de la Orquestra Simfònica del Pacífic de 1991 a 1998, component nombroses obres per a aquesta orquestra. Algunes de les seves obres formen part del repertori basic de les bandes de música.